# باشگاه کوگر
باشگاه کوگر (به انگلیسی: Cougar Club) فیلمی محصول سال ۲۰۰۷ و به کارگردانی کریستوفر دودی است. در این فیلم بازیگرانی همچون جیسون جورمن، وارن کول، جو مانتگنا، ایزابلا اسکروپو، کری فیشر، فی داناوی، کیلی کوئوکو، چاینا، لرتا دیواین، جان پولیتو، کارولین هنسی، موکالینس، نورم کرازبی، جرمی رالی، اسکات مایکل کمبل، مالی چیک، روبن توماس و جولی فیشر ایفای نقش کرده‌اند.